# Bobby Williamson
Bobby Williamson, właśc. Robert Williamson (ur. 13 sierpnia 1961 w Glasgow) – szkocki piłkarz, a potem trener. Podczas kariery piłkarskiej grał na pozycji napastnika.